# Umm al-Amad (As-Salamijja)
Umm al-Amad (arab. أم العمد) – wieś w Syrii, w muhafazie Hama. W 2004 roku liczyła 908 mieszkańców.